# Ernst-Alfred Thalmann
Ernst-Alfred Thalmann (Basilea, Suiza; 8 de abril de 1881 — íd; 23 de septiembre de 1938) fue un abogado, político y futbolista internacional suizo.

## Biografía
Estudió Derecho en las universidades de Basilea, Berlín y París y se doctoró en 1902. Trabajó como abogado, especializado en derecho industrial. Estuvo en los consejos de administración de CIBA, Weyer Bank, Lederimport AG, Rheinische Reinsurance y Tabakcompagnie AG, entre otras empresas, y fue miembro de la Cámara de Comercio de Basilea.
Políticamente, militó en el Partido Radical Democrático Suizo. Entre 1911 y 1937 fue diputado cantonal de Basilea-Ciudad. De 1928 a 1935 representó a este cantón como diputado en el  Consejo de los Estados. A partir de 1929 fue rector de la Universidad de Basilea. Fue también un destacado coleccionista de arte y, como tal, fue comisario del Museo de Arte de Basilea.

### Como futbolista
Durante su juventud fue uno de los pioneros del fútbol suizo. Jugó como medio y defensa en el FC Basel, club del que también fue presidente durante doce años, en cinco períodos distintos (1900–1901, 1902, 1903–1907, 1908–1913 y 1914–1915). En 1909 residió temporalmente en España, jugando en FC Barcelona que presidía su compatriota Hans Gamper, también exjugador del FC Basilea. Con el club barcelonista ganó dos campeonatos de Cataluña.  Posteriormente jugó en Suiza con el FC St. Gallen. Disputó también un partido con la selección suiza.